# Francesco Vimercato
Francesco Vimercato (1512–1571) fue un astrónomo y filósofo italiano. Fue un lector real de filosofía en París, pasó gran parte de su vida en Francia. Es conocido por los comentarios realizados a los trabajos zoológicos de Aristóteles. Es conocido también como Francesco Vimercato de Milán, quizás en honor a su ciudad natal italiana. En 1561 abandonó Francia para trabajar en colaboración con Manuel Filiberto de Saboya. Fue empleado como profesor y diplomático.